# Župnija Ruše
Župnija Ruše je rimskokatoliška teritorialna župnija dekanije Maribor mariborskega naddekanata, ki je del nadškofije Maribor.

## Sakralni objekti
|    | slika | cerkev                                   | kraj / naselje |
| -- | ----- | ---------------------------------------- | -------------- |
| 1. |       | cerkev Marijinega imena župnijska cerkev | Ruše           |
| 2. |       | cerkev Bičanega Zveličarja podružnica    | Ruše           |
| 3. |       | cerkev sv. Marije podružnica             | Smolnik        |